# Thylamys tatei
Thylamys tatei is een zoogdier uit de familie van de opossums (Didelphidae). De wetenschappelijke naam van de soort werd voor het eerst geldig gepubliceerd door Handley in 1957.

## Voorkomen
De soort komt voor in Peru, in de regio's Áncash en Lima.